# Idioma tagbanuá central
El tagbanuá central es un idioma perteneciente a las lenguas paragüeñas. Se habla en la provincia filipina de Las Paraguas y es una de las tres lenguas maternas del pueblo tagbanuá. Según Ethnologue (1985), tiene 2000 hablantes. Es una lengua en peligro de extinción debido a que solo la hablan las generaciones más ancianas. En las últimas décadas, el idioma cuyano, la lengua franca regional, ha ganado uso entre los tagbanuá.
Se escribe en la escritura tagbanuá, una escritura índica.